# Go-En’yū
Cesarz Go-En’yū (jap. 後円融天皇 Go-En’yū tennō; ur. 11 stycznia 1359, zm. 6 czerwca 1393) – cesarz Japonii  i 5. pretendent do tronu, według tradycyjnego porządku dziedziczenia. Był on znany jako 5. cesarz Dworu północnego w okresie Namboku-cho sporów dynastycznych w latach 1331/92.

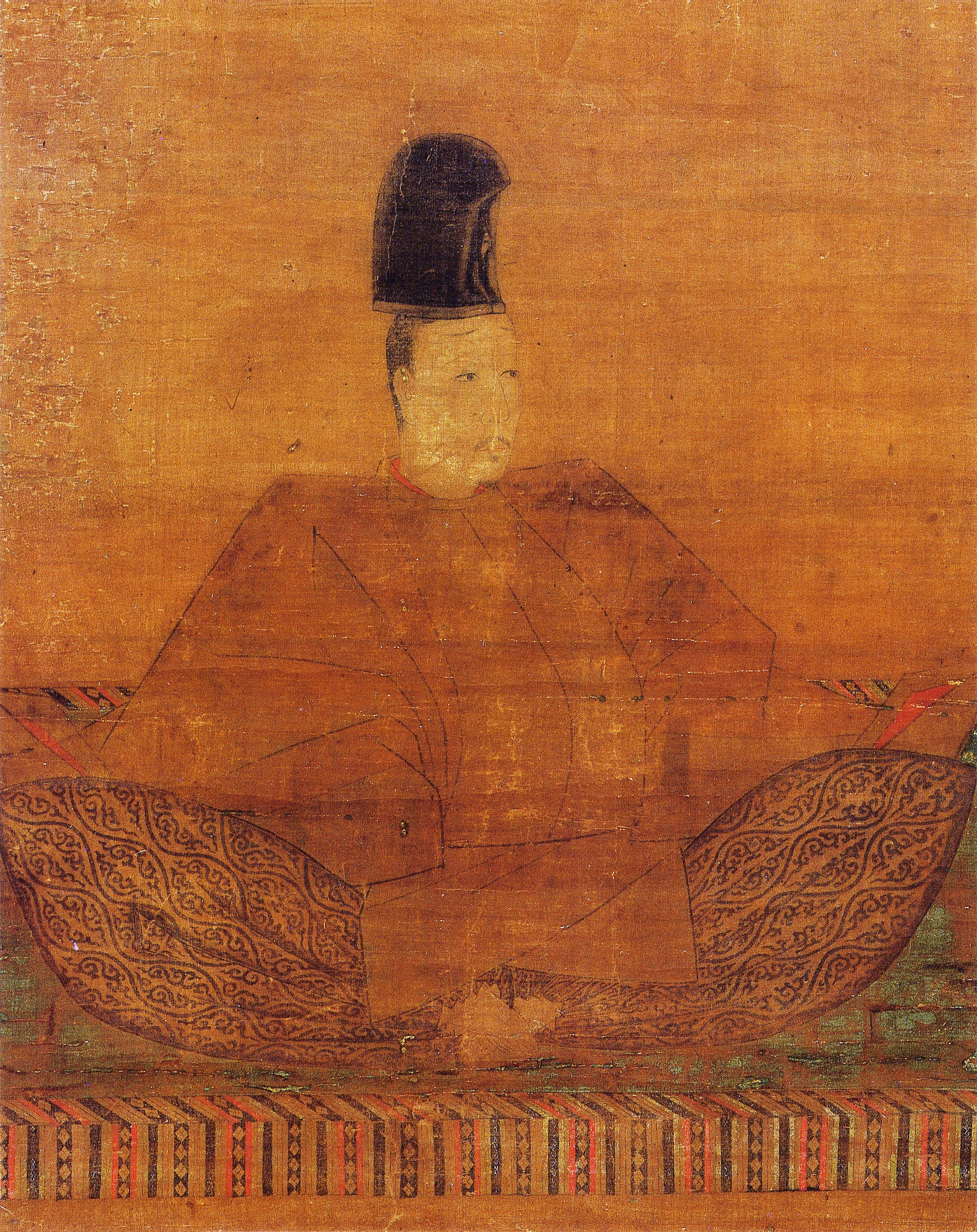

Przed wstąpieniem na tron nosił imię książę Ohito (jap. 緒仁親王 Ohito-shinnō).
Go-En’yū panował w latach 1371–1382.
Mauzoleum cesarza Go-En’yū znajduje się w prefekturze Kioto. Nazywa się ono Fukakusa no kita no misasagi.